# Герб Семенівки
Герб Семенівки — геральдичний символ міста Семенівки Семенівського району Чернігівської області (Україна),затверджений у середині 1990-х рр.
Опис герба: в зеленому полі синій щиток у золотому лавровому вінку, обтяженому згори червоним колом із трьома чорними хрестами: 1:2; у щитку золотий козак із самопалом.
Пояснення символіки герба:
- золотий козак у синьому щитку — символ Гетьманщини, на землях якої виникло містечко;
- червоне коло із трьома чорними хрестами — із герба Самойловичів, на землях яких засновано місто;
- жовто-сині барви — національне поєднання кольорів;
- зелений колір — символ лісів поліського краю.